# フョードル・ロマノヴィチ (ベロオーゼロ公)
フョードル・ロマノヴィチ（ロシア語: Фёдор Романович、? - 1380年9月8日）はベロオーゼロ公ロマンの長男である。ベロオーゼロ公：1339年 - 1380年。
フョードルは父の死後ベロオーゼロ公位を継いだ 。またウラジーミル大公・モスクワ公イヴァン1世（イヴァン・カリター）の娘フェオドシヤを妻とした。1375年、ウラジーミル大公・モスクワ公ドミトリー（後のドミトリー・ドンスコイ）率いるトヴェリ大公国への遠征に参加した。1380年、同じくドミトリーの率いる遠征軍に、息子のイヴァン(ru)と共に加わり、クリコヴォの戦いに参戦したが、親子ともこの戦いで戦死した。ベロオーゼロ公位は甥のユーリーに受け継がれた。